# Kranowitz
Kranowitz, polnisch Krzanowice [kʃanɔ'vʲiʦɛ] (1936–1945 Kranstädt, tschechisch Křenovice oder Chřenovice) ist eine Stadt im Powiat Raciborski in der Woiwodschaft Schlesien in Polen. Sie ist Sitz einer gleichnamigen Stadt-und-Land-Gemeinde.

## Geographie
Kranowitz liegt zehn Kilometer südwestlich von Racibórz auf dem Leobschützer Lößhügelland (Płaskowyż Głubczycki) an der Bilawoda. Nachbarorte sind Samborowice (Schammerwitz) im Norden, Woinowitz und Bieńkowice (Benkowitz) im Nordosten, Bolesław (Boleslau; 1936–1945 Bunzelberg) im Osten, Borutin im Südosten und Klein Peterwitz im Nordwesten. Jenseits der Grenze zu Tschechien, die südlich und westlich verläuft, liegen Chuchelná im Süden, Strahovice (Strandorf) und Rohov (Rohow) im Südwesten und Sudice im Westen.

## Geschichte

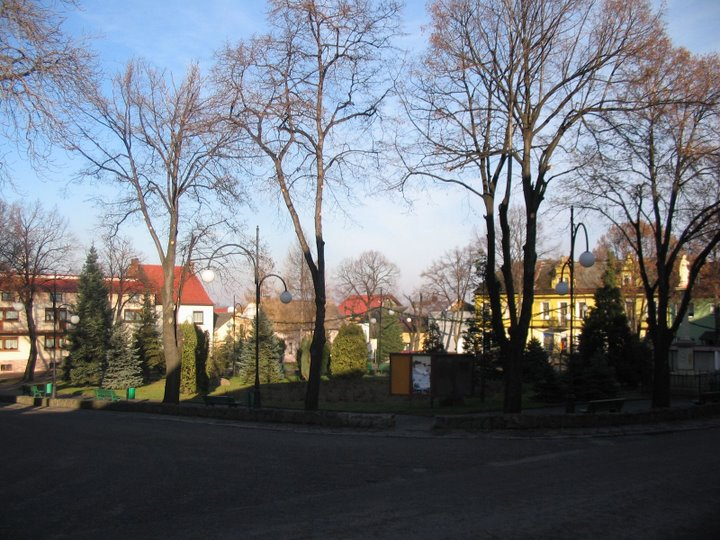
Marktplatz in Kranowitz

Das Dorf „Cranewicz“ gehörte seit seinem Bestehen zu Mähren. Mit Genehmigung des Königs Ottokar II. Přemysl wurde es 1265 von Herbort von Fülme, einem Truchsess des Olmützer Bischofs Bruno von Schauenburg, zur Stadt erhoben und nach Leobschützer Recht umgesetzt. 1269 wurde Kranowitz dem Herzogtum Troppau eingegliedert, das aus der damaligen Provinz Troppau für Nikolaus I., einen unehelichen Sohn des Königs Ottokar II. Přemysl, neu geschaffen wurde. Für das Jahr 1302 ist die St.-Wenzels-Kirche belegt, und 1313 bestätigte König Johann von Böhmen die Stadtrechte.
Die Lage am Handelsweg von Ratibor nach Troppau war der Entwicklung in den Jahrhunderten danach förderlich. Es siedelten sich verschiedene Handwerker an, und es wurde Bier gebraut. Die Besitzer des Städtchens, das im 17. Jahrhundert an Bedeutung verlor, wechselten häufig.
Nach dem Ersten Schlesischen Krieg fiel Kranowitz 1742 mit dem größten Teil Schlesiens an Preußen. Es sank zu einem Marktflecken ab und gehörte zunächst zum Leobschützer Kreis. Nach der Neugliederung Preußens erfolgte 1818 die Eingliederung in den Landkreis Ratibor. Die Behörden führten nun eine organisatorische Teilung zwischen dem Marktflecken Kranowitz sowie dem gleichnamigen Dorf durch. 1784 bestand der Marktflecken aus 472 Einwohnern, während im Dorf Kranowitz 666 Personen wohnten. Nachdem die Bemühungen um die Wiedererlangung des Stadtrechts in den 1870er Jahren gescheitert waren, kam es zu einer Vereinigung des Marktfleckens mit dem Dorf.
1891 begann der von Karl Max Fürst Lichnowsky erkämpfte Bau einer Eisenbahn zwischen Ratibor und Troppau, auf der am 20. Oktober 1895 der erste Zug fuhr. Am 24. Oktober 1919 kam es zum Eisenbahnunfall von Kranowitz, bei dem nach widersprüchlichen Angaben zwischen 34 und 60 Menschen starben, als der von Kuchelna kommende Personenzug in eine Güterlok fuhr und es dabei zur Explosion eines Fasses geschmuggelten Alkohols kam.
Obwohl Kranowitz mehrheitlich mährischsprachig war, verblieb es 1920, im Gegensatz zu dem benachbarten Zauditz (siehe Hultschiner Ländchen), das an die Tschechoslowakei angeschlossen wurde, beim Deutschen Reich. In der Volksabstimmung in Oberschlesien 1921 über die weitere staatliche Zugehörigkeit wurden in Kranowitz 2.134 Stimmen (96,9 %) für den Verbleib bei Deutschland und 69 (3,1 %) für den Anschluss an Polen abgegeben – Kranowitz blieb bei Deutschland.
1936 benannten die Nationalsozialisten die Stadt in Kranstädt um. 1939 bestand es aus 3872 Einwohnern. Nach dem Einmarsch der Roten Armee und der Übergabe an die polnische Verwaltung erhielt es 1945 den polnischen Namen Krzanowice. Da nur ein Teil der angestammten Bewohner geflohen war oder vertrieben wurde, konnte sich in der Gegend eine deutsche Minderheit halten. 2001 wurden die Stadtrechte erneuert. Entsprechend der Volkszählung von 2002 gehörten 20,64 % der Gemeindebevölkerung der deutschen Minderheit an, weitere 7,10 % bezeichneten sich als „Schlesier“. Damit ist Kranowitz die einzige Kommune in der Woiwodschaft Schlesien mit einem Minderheitenanteil von über 20 Prozent. Die Gemeinde hat trotz Berechtigung Deutsch noch nicht als Hilfssprache genehmigt, dagegen aber 2008 bereits zweisprachige Ortsbezeichnungen eingeführt. Die grenzüberschreitende Eisenbahnverbindung ist heute stillgelegt. Im November 2012 wurden in der Gemeinde schließlich die zweisprachigen Ortstafeln aufgestellt. Sie ist damit die erste Gemeinde in der Woiwodschaft Schlesien, in der alle Orte zweisprachige Ortstafeln haben.

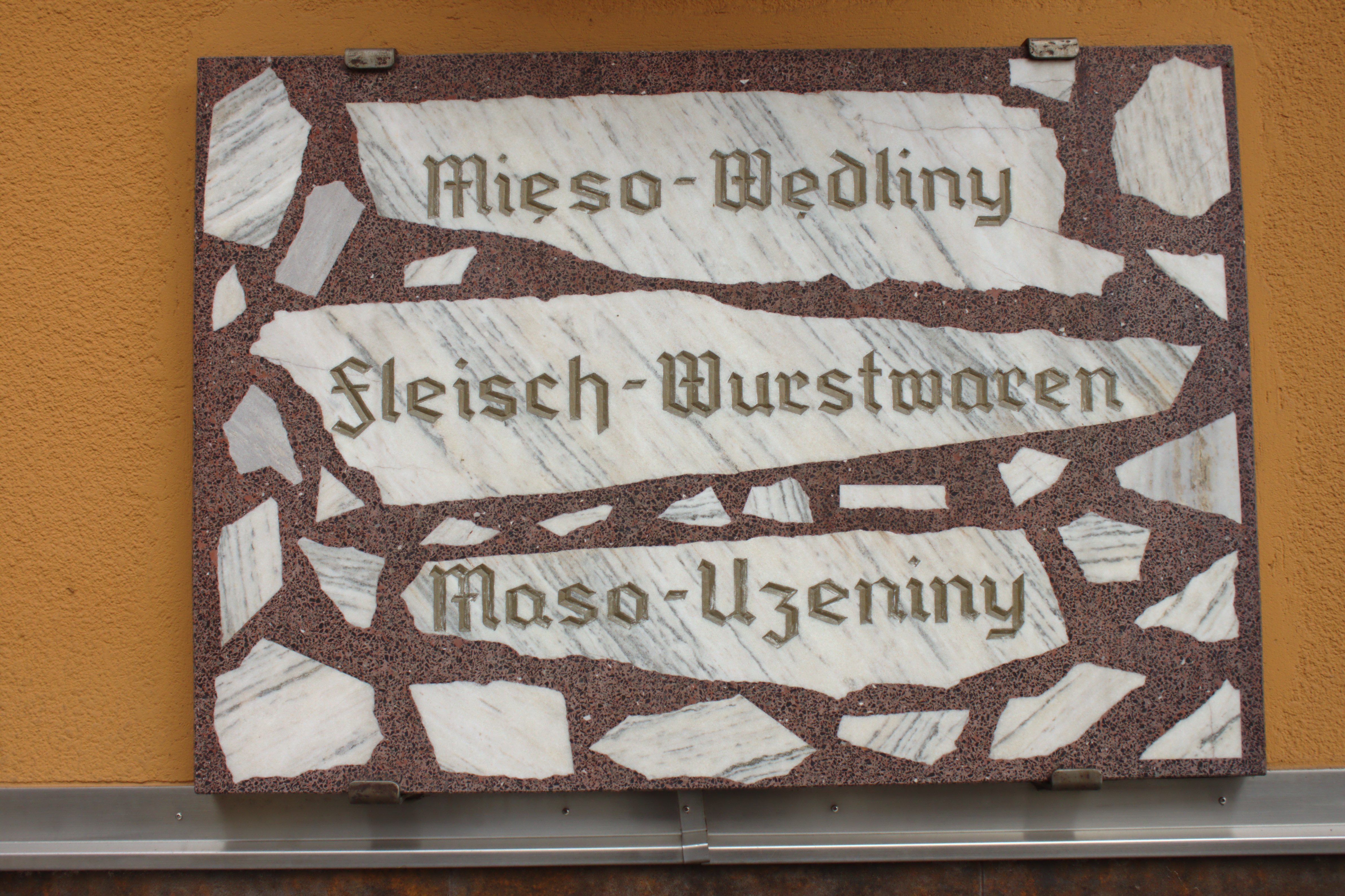
Dreisprachiges Schild (polnisch-deutsch-tschechisch)

Ein Teil der Bevölkerung spricht bis zum heutigen Tage einen Dialekt, der dem Mährischen sehr ähnlich ist. Die Stadt gilt als die inoffizielle Hauptstadt der sogenannten Morawzen in Polen, deren Kultur am besten auf dem ehemaligen Gebiet des Bistums Olmütz innerhalb Polens bewahrt ist. Es wurden Projekte wie Dwa narody jedna kultura morawska (Zwei Nationen [im Sinne: polnische und deutsche (sic!)], einzige mährische Kultur), Festivale der polnisch-mährischen Lieder, oder jährlicher Dialektwettbewerb der Lachischen Sprache Morawske rzadzyni selske hospodyni organisiert.

### Eigentümer
- Johannes Herbord von Füllstein (bis 1300)
- Eckerich Herbord von Füllstein (nach 1313)

### Einwohnerentwicklung
Die Einwohnerzahlen Kranowitz':
| Jahr | Einwohner |
| ---- | --------- |
| 1822 | 1501      |
| 1830 | 1444      |
| 1844 | 2111      |
| 1855 | 2141      |

| Jahr | Einwohner |
| ---- | --------- |
| 1861 | 2328      |
| 1910 | 2999      |
| 1933 | 3863      |
| 1939 | 3873      |

### Partnergemeinde
- Salzbergen (Deutschland), seit Mai 2006

## Sehenswürdigkeiten

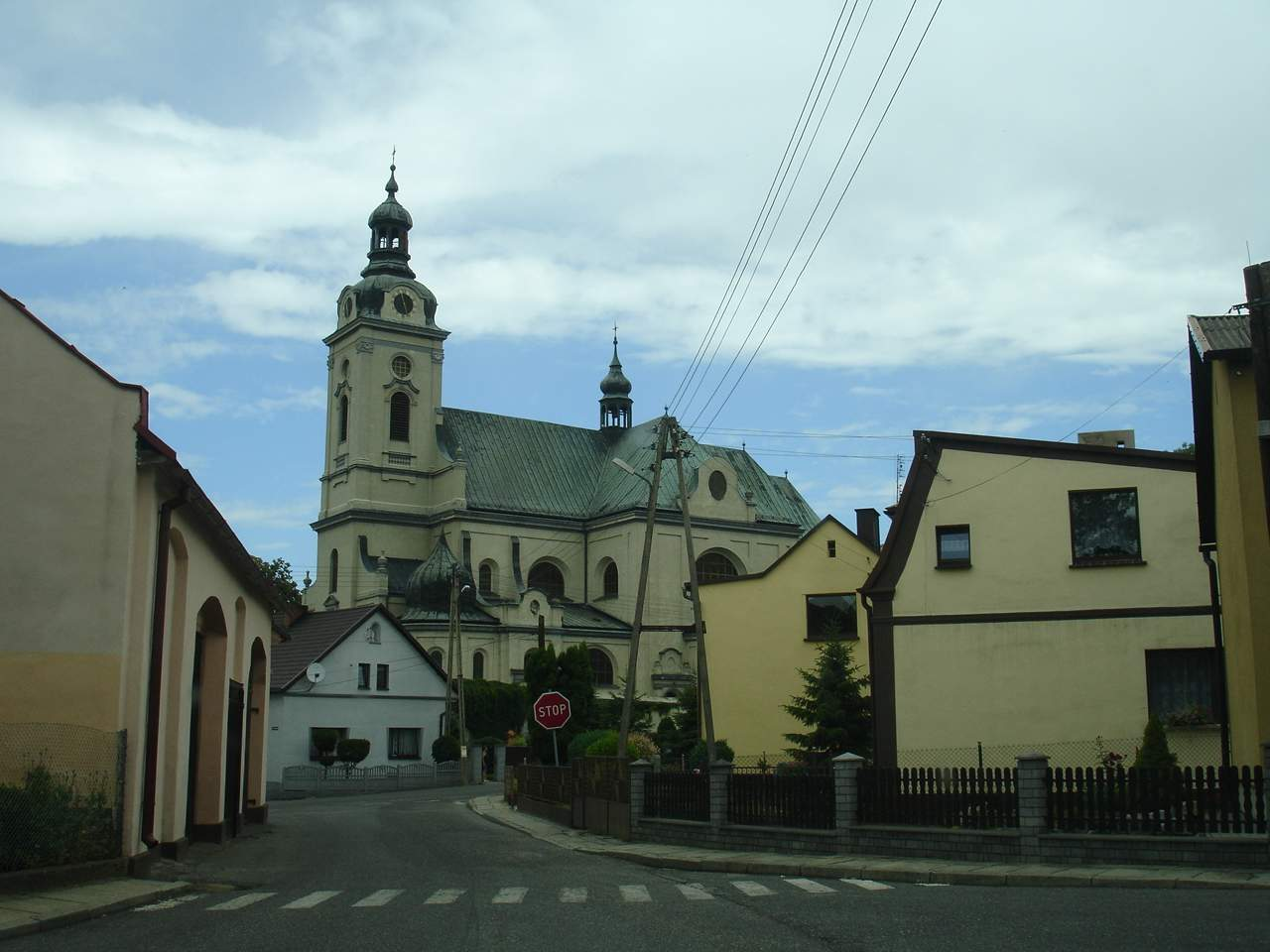
Pfarrkirche St. Wenzel

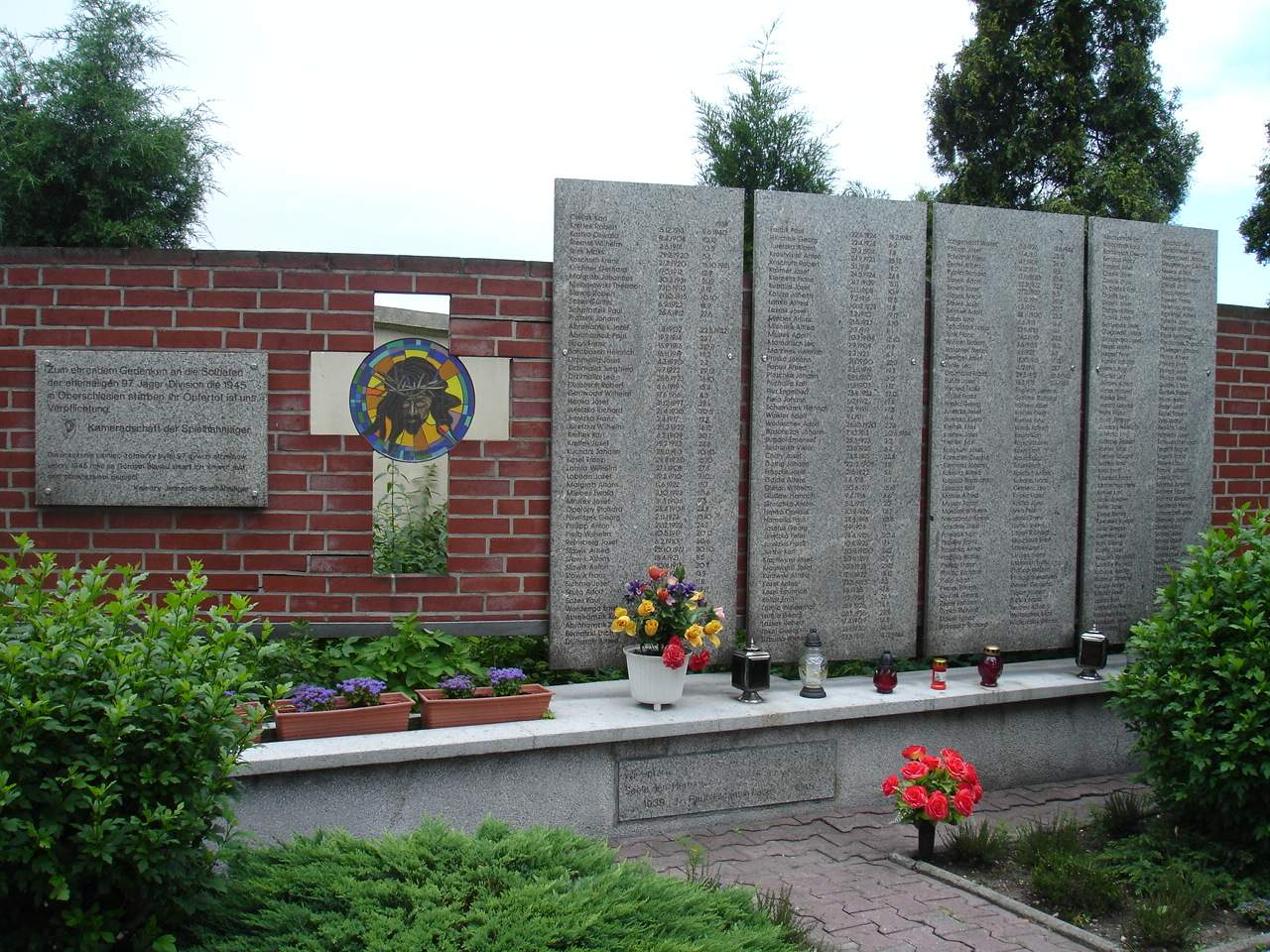
Denkmal für die Opfer des Zweiten Weltkrieges

- Die katholische Pfarrkirche St. Wenzel (Kościół św. Wacława) auf dem ehemaligen Burgberg wurde erstmals 1302 erwähnt und nach mehreren Umbauten 1742 im Stil des Barock errichtet. Nach einem Brand 1813 erfolgte 1915 ein Neubau im Stil des Neubarock nach Entwurf des Architekten Joseph Seyfried. Der kreuzförmige Grundriss der abgebrannten Kirche mit barockem Frontturm und Dachreiter wurde wiederaufgenommen; mit 48 Metern Länge, 35 m Breite und dem 56 m hohen Kirchturm ist sie jedoch deutlich größer als der Vorgängerbau. Kuppel und Innenraum wurden von Hans Martin ausgemalt. Der Hauptaltar, dessen Gemälde den hl. Wenzel darstellt, wird von zwei barocken Figuren aus dem 18. Jahrhundert flankiert.

Drei Glocken der Kirche wurden 1958 gegossen, die alte Urbansglocke überlebte den Zweiten Weltkrieg: St. Hedwig (fis; 750 kg), St. Urban (cis; 400 kg), St. Franziskus (cis, 215 kg) sowie im Dachreiter St. Ignaz (fis, 76 kg).
- Die Nikolauskirche (Kościół św. Mikołaja) im Nordosten der Stadt wurde 1744 im Stil des Spätbarock an Stelle einer Kapelle errichtet und mit einem Dachreiter versehen. Nachdem sich bereits 1762 sich Risse im Gewölbe zeigten, wurde es 1802 bei einer umfangreichen Renovierung durch ein hölzernes ersetzt. Die Inneneinrichtung (Altarblätter der Seitenaltäre, der Kreuzweg sowie einige Statuen) stammt noch größtenteils aus dem 18. Jahrhundert.

## Gemeinde
Zur Stadt-und-Land-Gemeinde Kranowitz gehören neben dem gleichnamigen Hauptort die Ortschaften
- Bojanow (Bojanów; 1936–1945 Kriegsbach)
- Borutin (Borucin; 1936–1945 Streitkirch)
- Klein Peterwitz (Pietraszyn)
- Woinowitz (Wojnowice; 1936–1945 Weihendorf)

## Persönlichkeiten
- Vincenz Kollar (1797–1860), österr. Zoologe und Entomologe
- Albrecht von Krenowitz († 1353 oder später), Burggraf von Glatz sowie Hauptmann und Pfandinhaber des Glatzer Landes
- Max Schirschin (1921–2013), dt. Fußballspieler und Fußballtrainer
- Johannes Slawik (1892–nach 1945), dt. landwirtschaftlicher Verwalter und Politiker
- Ernst Schmack (1918–1984), dt. Schulpädagoge und Didaktiker
- Anna Bocson (geb. Wojtaszek; * 1936), polnisch-australische Speerwerferin